# 魔苟斯

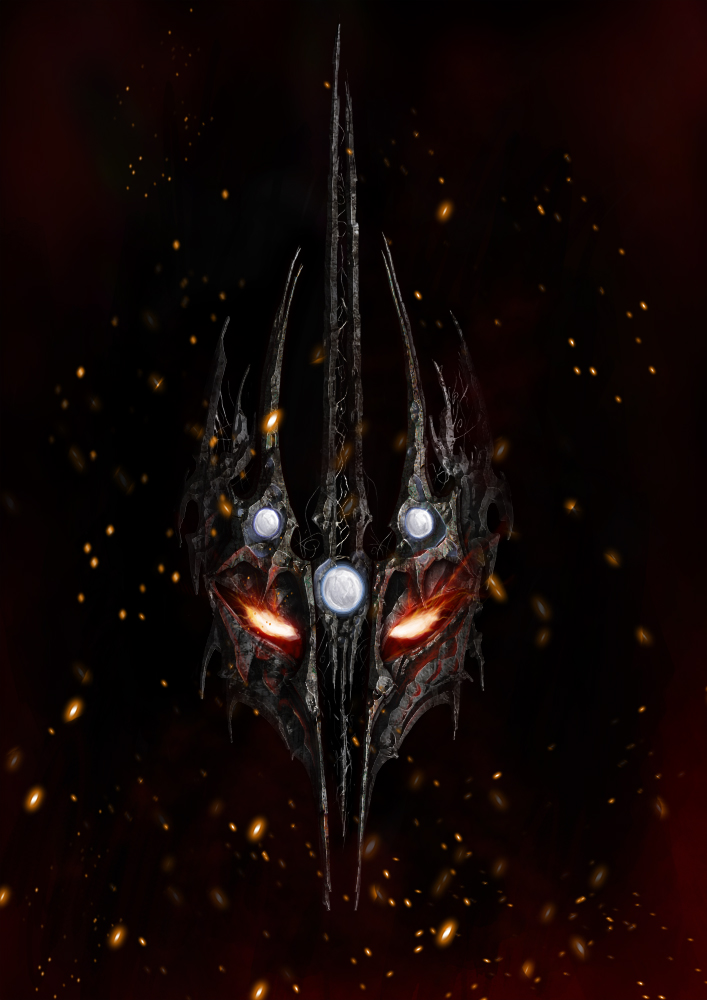
魔苟斯·包格力爾 / 亦即米爾寇

魔苟斯·包格力爾（Morgoth Bauglir），亦即米爾寇（Melkor），是英國作家約翰·羅納德·瑞爾·托爾金的史詩式奇幻小說《精靈寶鑽》中最重要的反派角色。
米爾寇是埃努，曾經是一位維拉，他也是維拉之首、大氣之神曼威的雙生兄弟，是在眾生萬物之父伊露維塔的思想中被創造出來的，他是首生的埃努，同時是最為強大的一位。阿爾達歷史之中，米爾寇飾演中土大陸敵對勢力的首領「魔帝」，是托爾金作品中非常重要的反派角色。而《魔戒》中的黑暗魔君索倫，也不過是魔帝魔苟斯過去眾多的手下其中之一罷了。
米爾寇在《精靈寶鑽》和《胡林的子女》兩書中為關鍵角色。他象徵中土大陸的邪惡，給中土大陸世代的居民重重苦難，他試圖將這些罪行合理化，他性格驕傲、充滿權力慾和貪慾，正因這樣，這些品行把他帶至毀滅。他的故事充滿邪惡的元素，甚至連中土大陸的居民亦受到他的影響，在這方面，他類似於《失樂園》中的墮天使路西法。

## 名字

### 名字意思
「魔苟斯·包格力爾」，實質上它們只是形容詞，他的名字首先記載於《埃努的大樂章》中（《精靈寶鑽》首篇故事），叫「米爾寇」，但也可能都只是形容詞，他也許像所有埃努一樣，在主神語（埃努在時間起始之前的語言）中有一個真正的名字，但從未記錄過。
他的名字「魔苟斯·包格力爾」，可譯作「宇宙的黑暗大敵」，或「可怕的黑暗暴君」。「Morgoth」源出辛達林語，意思是「黑暗大敵」，或「可怕的黑暗」（字首MOR，意思是黑、黑暗、陰影；字尾GOS或GOTH，意思是可怕、恐怖），但無論是昆雅語或辛達語，意思都是一樣；「Bauglir」則源出辛達語，意思是「壓逼者」或「暴君」（字首MBAW，意思是強迫、暴力、自我、壓制，為貝爾蘭的精靈給他的別名；而作為他原本名字「Melkor」，意思是「大能者」。
「魔苟斯」這名字，並不是這角色自己取的，而是由諾多族最高君王費諾取的，始自他於雙樹紀逃逸出維林諾後。在此之前，他只叫「米爾寇」，而精靈都只用這名字稱呼他。

### 名字詞源
在托爾金傳奇文學發展，托爾金常常修改這墮落的埃努名字概念，除了諾多族給他特別名字「魔苟斯」，在好幾個的版本中，稱他「Melko」、「Belcha」、「Melegor」和「Meleko」。也給他辛達語名字「包格力爾」，但不要和辛達語「Belegurth」混淆，這代表「偉大的死亡」。
他之名移植自艾爾達通用語名詞「mbelekôro」，意思是「強大中升華」（字首BEL，意思是強大；字尾KHOR，意思是進行、動作），而《精靈寶鑽》中的其他名字詞源，皆來自「米爾寇」。
與索倫一樣，他有很多名號：「天魔王」、「北方黑暗之力量」和「大敵」；伊甸人會叫他：「黑暗魔君」和「黑暗力量」；被索倫影響的努曼諾爾人會叫他：「一切的主宰」、「自由的給予者」；但矮人如何稱呼他，則無記載。

## 生平

### 埃努的大樂章
在阿爾達被創造之前，米爾寇是一眾埃努中最強大的一位，就像早熟和傲慢的孩子，在埃努的大樂章之中就和造物主伊露維塔競爭。米爾寇嫉妒自己的創造者，並且想控制和統治其他擁有自由意志的生靈，於是他在虛空中尋找伊露維塔獨有的力量秘火（即不滅之火）。
米爾寇不像另一位埃努奧力那般謙遜，他驕傲地認為他所擁有的巧藝能使他創造出任何東西，才獲得伊露維塔的信任，而他嚮往達到伊露維塔所身處的境界，即是能夠創造一切可能存在的事物。
埃努的大樂章進行期間，米爾寇企圖修改音樂，加入自己創作的樂曲，有些意志薄弱的埃努甚至開始跟隨米爾寇的旋律。諷刺的是，米爾寇的雜音不過是模仿原先的曲調，他的企圖並未如他所希望，米爾寇的對抗和雜音之不調和，反而把伊露維塔旋律進一步闡釋和美化，帶出深度的美感。
埃努的大樂章三大旋律構成一個世界，每一個埃努之旋律都化成世界的時間和物質，米爾寇的雜音當然不例外，然而，一切受到他的污染。

### 胡林的子女
《胡林的子女》這部小說，主要描述人類英雄胡林和他的子女圖林·圖倫拔、妮諾爾·奈妮爾的故事。因為胡林公然蔑視譏笑魔苟斯，魔苟斯詛咒胡林和她妻子莫玟，以及兩人的子孫。

### 精靈寶鑽爭戰史

#### 與維拉鬥爭
埃努的大樂章之後，許多埃努進入一亞，十五名力量最強大的埃努被稱為維拉，其他埃努則稱邁雅。米爾寇是首先進入阿爾達的埃努，但伊露維塔卻選他的雙生弟弟曼威為阿爾達之王。他們一入宇宙，就著手依埃努的大樂章旋律建造世界，維拉時代開始，但米爾寇向其他維拉宣佈他的主權，並和他的追隨者對阿爾達大加破壞，擾亂已成形的部份，並轉作私有用途。
米爾寇宣稱的領土中，他的力量肆虐，使得環境異常極端：酷寒、酷炎、地震、撕裂、破壞、黑暗、酷光通通不搭調的東西同一時間出現。每每維拉建好大地，他就去拆除；掘好谷地，他就將之隆起；挖出海洋，他就去填海。最終，引起眾維拉的衝突，曼威召集更多埃努來阿爾達，一起向米爾寇談判，但他絕不退讓。結果埃努托卡斯聽聞阿爾達的衝突，就前來協助維拉一臂之力，對戰下米爾寇被托卡斯打跑，托卡斯留下來成為維拉之一，被尊為「戰鬥之神」，米爾寇對他恨之入骨。
阿爾達制作完成那一刻，阿爾達的春天開始，托卡斯和維拉舞蹈女神妮莎舉行婚禮，米爾寇以維拉過度勞力而虛弱為時機，招募墮落的埃努一同潛入中土大陸建造要塞烏塔莫，並打破世界的光源兩盞巨燈，如擎天柱的巨燈墜落，將維拉所在的奧瑪倫島摧毀。維拉西遷阿門洲，在東岸建築世界最高山脈佩羅瑞山脈，防禦烏塔莫的米爾寇，並製作雙聖樹，取代兩盞巨燈成為世界新的光源，巨燈紀結束，雙樹紀開始。
托卡斯極力主張進攻米爾寇，但被維拉冥神曼督斯否決，表示時機未到，而維拉光之女神瓦爾妲製作「維拉科卡」（北斗七星），向米爾寇挑戰。正當兩盞巨燈倒下那一刻，伊露維塔在庫維因恩東岸喚醒精靈，米爾寇首先發現，維拉狩獵之神歐羅米隨後發現精靈。維拉因著精靈的安全，向米爾寇發動戰爭，攻破烏塔莫，托卡斯將米爾寇摔在地上，用維拉大地之神奧力所造的安蓋諾爾鐵鍊捆綁，押回維林諾。儘管米爾寇在判決圈中請求原諒，維拉拒絕，米爾寇被判囚往曼督斯城堡三百個雙聖樹年，才可再上訴。
在某些故事中，米爾寇擄走一些精靈，將之折磨並扭曲成半獸人。《魔戒》電影版中採納這一說：薩魯曼向強獸人表示半獸人由精靈扭曲而成（原書沒有這一劇情）；但在另外一些版本，米爾寇（和之後的索倫）自行創作半獸人這種無靈魂有機體，《精靈寶鑽》採用這個版本，這也可以說明為什麼戰爭中，米爾寇或索倫一旦敗亡, 他們的意志就會崩潰(因為自身沒有靈魂又沒有人操縱)；不過托爾金又多寫一個版本以更合邏輯：半獸人是米爾寇模仿精靈而製作的失敗品。所以中土大陸的人民與半獸人對戰時不會有道德問題，因為半獸人不算是生命，他們殺死半獸人不會同情和內疚。在托爾金的《精靈寶鑽》中，米爾寇設計之半獸人是對精靈拙劣可笑的模仿，但沒有說明半獸人有沒有靈魂，所以半獸人的來源不能劃一而就。

#### 對精靈和人類的逼害
三百個雙聖樹年後，米爾寇重新審判，米爾寇向維拉們再次請求原諒，保證彌補對世界的傷害，並只在維林諾當一個自由人。維拉慈悲女神妮娜開囗說情，曼督斯一言不發，而托卡斯和大海之神烏歐牟則強烈反對，認為他不可能就此悔改。但曼威和其他維拉相信米爾寇已改過，接受他的道歉，米爾寇獲釋。獲釋初期，米爾寇必須待在維拉視線範圍內，那時他的表現良好，處處幫助維拉和艾爾達精靈，從中得到很大益處（畢竟他是最強大的埃努），曼威認為他確實已經悔過，給他來往維林諾全境的自由。
諾多族的費諾王子以雙聖樹之光打造三枚精靈寶鑽，米爾寇欲奪取，但在維拉眼底之下去強搶實在非常不明智。他不能力奪，只能智取，為找方法毀了費諾，米爾寇便用流言挑撥費諾和芬國昐兄弟間已經不太好的感情。他並伙合墮落埃努昂哥立安破壞雙聖樹，維林諾立時變成黑暗，他以此機會殺死諾多族最高君王芬威，並奪取了精靈寶鑽。費諾聞訊咒詛米爾寇，將他易名魔苟斯，並鼓動諾多族返回中土大陸，造成諾多族大動亂。
魔苟斯返回中土大陸，統治北方，他以烏塔莫未被破壞的一部份安格班來作據點。因殘殺親族而被施下曼督斯之詛咒的諾多族在貝爾蘭建立王國，向他發動多次戰爭，把魔苟斯的勢力限制。接著，太陽和月亮出現，伊露維塔在希爾多瑞恩喚醒人類。艾爾達精靈和伊甸人合作，發動阿格烈瑞伯戰役、班戈拉赫戰役、尼南斯·阿農迪亞德戰役，但兩大族群最終不敵魔苟斯，活下來的人民逃到西瑞安河口，魔苟斯成為中土大陸主人。
但魔苟斯不是未被打敗過，人類英雄貝倫和精靈公主露西安曾合力從他的鐵王冠上鑿下一枚精靈寶鑽，這枚精靈寶鑽傳承到他們的後代，人稱大航海家的半精靈埃蘭迪爾。埃蘭迪爾揚帆出海，在烏歐牟和精靈寶鑽的力量下，到達維林諾，向維拉陳情精靈和人類的處境，請求他們的援助，維拉答應了他。

#### 魔苟斯被驅逐
維拉集合大軍，向魔苟斯進攻，貝爾蘭大陸陸沉，中土大陸西北海岸面目全非。維拉把安格班地洞坑道掀開搗毀，魔苟斯逃到地底深處，這回他說什麼都沒有用，維拉一拳將鐵王冠打成項圈，再用安蓋諾爾鐵鍊捆綁住，隨後把他處決以毀壞其肉軀，並且把他的魂神驅逐出黑夜之門（英巴爾邊緣上的世界之牆上的一個大門）外，被流放在無盡的深淵（不要將深淵與虛空相混淆，前者指亞爾達以外的、一亞以內的外太空（不包括亞爾達以內的、英巴爾以外的部份），後者指一亞被造創出來之前就已經存在的廣闊空間）中，企圖使他永遠不能回來。

#### 魔苟斯的影響力
雖然魔苟斯已經被驅逐，但是其影響力仍然存在，維拉只能派遣埃斯塔力前去抑制其在中洲上的勢力。魔君索倫成為努曼諾爾帝國的國師後，曾經誘使國民崇拜魔帝魔苟斯；即使索倫在達哥拉之戰中元氣大傷之後，魔苟斯的意志仍然在數千年間繼續腐蝕凡人的思想。儘管如此，索倫東山再起並在黑門之戰中被徹底擊敗之後，魔苟斯的勢力受到壓制，在之後很長的一段時間內都不能再興兵作亂。阿爾達內的超自然力量開始消退，凡人取代精靈的地位，成為英巴爾上最強大的物種，而關於精靈寶鑽的神話故事逐漸被絕大多數凡人遺忘。

#### 魔苟斯重返
古老的預言宣稱在時間久遠得維拉都感到疲乏之時，魔苟斯找到方法打破黑夜之門重返阿爾達，末日終戰爆發，他毀壞太陽和月亮，並且率領無數妖怪與由眾多埃努、精靈、凡人、矮人所組成的聯軍對戰，英巴爾因而被毀滅。
埃蘭迪爾將從高天返回並與精靈最高君王英格威、善於作戰的維拉托卡斯、維拉之首曼威（或他的使者伊昂威）、凣人英雄圖爾和從宇外歸來的亡靈圖林·圖倫拔在維林諾平原與魔茍斯大戰。托卡斯與魔茍斯搏鬥，但魔茍斯的末日卻是圖林·圖倫拔所給予的，圖林以他的黑劍古山格（死亡之鐵）刺穿魔茍斯的心臟，為父母和妹妹報大仇。三顆精靈寶鑽分別從天空中、陸地上和海洋𥚃被找回。阿爾達被毀滅殆盡，但伊露維塔將會帶領埃努、精靈、凡人和矮人重新奏出第二次埃努的大樂章以造創一個全新的世界。

## 外觀和特徵
埃努米爾寇起初能隨意地改變他的形態，其他埃努也有這樣的能力，但他第一次採取的形態是「……彷彿由深海中拔起的高山，峰頂衝雲霄，上面不但覆蓋冰雪，並且環繞著濃煙與烈火；他雙眼的光芒宛如烈炎，可以高溫燒毀一切，也可以極寒穿透萬物。」他成功離間諾多族與維拉，和竊取精靈寶鑽之後，返回安格班，他的形態最終定形成為烏塔莫暴君的造形，碩大而可怕。然而，他從此失去了變身的能力，再也不能轉變形態。接著，精靈寶鑽燒灼他的右手，痛楚永不逍退。
以後他與諾多族最高君王芬國昐戰鬥，魔苟斯佩帶黑色的甲胄，和武器葛龍得，「黑暗世界之鎚」應戰，芬國昐刺中他七次，傷口全在腳上，接著全力一擊廢了他的腳。芬國昐殞落，魔苟斯打算將他的屍體丟去餵狼，巨鷹之王索隆多撲向他，抓傷他的臉，把芬國昐屍體奪走，之後，他永遠跛著一隻腳，臉上留下一條條疤痕，劇痛永遠治不好。他的武器還有一支黑矛，和一把有毒的劍。
米爾寇的力量起初非常巨大，力量強於其他埃努。其他埃努擁有的天賦，米爾寇都有一點點，但不同他們，米爾寇的只為自己使用。因此，他的力量分散入中土大陸的過程中，污染了中土大陸的構造，結果他的意志被萎縮和制約。
這一點和他之後的追隨者，製作至尊魔戒的索倫相同，索倫的力量染指中土大陸後越見萎縮。托爾金宗教思想彌漫他的作品中，「假」的和邪惡的創造，最終會傷害創作者。伊露維塔也可以無限量創作，然而他的力量是無盡的。
魔苟斯難以理解憐憫和勇氣為何物，他只有一個可以被破壞的物理軀體，相對可以隨意改變形態的維拉，魔苟斯異常懼怕維拉的攻擊。

## 追隨者
魔苟斯聲稱自己是「阿爾達命運的主人」，並稱自己是天地萬物合法的君主。
他的追隨者是阿爾達中力量強力的一群，是墮落的邁雅。包括索倫，他在魔苟斯敗亡後取而代之，在魔多成為新的魔王；勾斯魔格，炎魔的首領，安格班最高元帥；格勞龍，惡龍之父；黑龍安卡拉剛，最大的惡龍；卡黑洛斯，安格班最大的狼（他有邪惡的靈魂，應該算為邁雅）；座狼之祖；和瑟林威西，索倫的吸血鬼使者。
當人類甦醒，魔苟斯（根據一些文本，或是他的僕人）離開安格班，居住在他們之中，這使所有人類心中都潛藏陰影，一些人類取締了伊露維塔信仰，改崇拜天魔王。亞塔納泰瑞（人類的祖先），後悔信魔苟斯的謊言，轉而出逃到中土大陸西部投效維拉，但還是有很多墜落人類為魔苟斯服務
就算人類為魔苟斯服務，但他在完事後仍會出賣他們：東來者擊敗諾多族之後，他限制東來者只能在希斯隆居住，不許如承諾給他們進入貝爾蘭。因為魔苟斯未能征服人的內心，所以從未真正地信任過他們。看起來，魔苟斯一旦戰勝敵人，他也會把投效他的人類消滅掉。

## 角色發展歷史
在托爾金作品的早期版本，米爾寇並非最強大的埃努。他被描述力量與維拉之首曼威相等。但托爾金一再修改米爾寇的故事，每一次修改他的力量比先前有所增加，結果米爾寇成了最強有力的埃努，並且（在一些後期的草稿），和維拉結合。他的角色個性發展成熟（因著他邪惡和不受控），與及戰無不勝，所有維拉創造的都沾有米爾寇的力量。  
《精靈寶鑽》似乎傾向托爾金更加早期的構想，較少討論有關於米爾寇毀損阿爾達的過程。在《埃努的大樂章》中，他力量的涵義早暗示出來，他希望他的創作超越創作者。即是說，這題材就是貫徹所有版本的核心。在一個版本，米爾寇逃過埃蘭迪爾的警戒，返回阿爾達。在末日終戰中，他會被圖林·圖倫拔所殺。

## 黑暗暴君
作品中，他分兩個階段，首先是埃努米爾寇時期，正如他的名字代表「強大中升華」，但他墜落以後，進入魔苟斯時期，就如他的名字代表「黑暗暴君」。
如《埃努的大樂章》所描述，米爾寇的雜音中斷和毀損埃努的大樂章。那些雜音主題變化是自己對原先音樂的闡釋（埃努則跟從伊露維塔的主題）。伊露維塔的音樂反映世界，但米爾寇編織的雜音把他之罪惡帶入現實。結果，世界被玷污，維拉構想從未出現，米爾寇留下來惡毒存在甚久。
米爾寇沒能自行創作美好事物，全因為他把所有精力花費在嫉妒和破壞別人的上，就算他去創作事物，也充滿缺憾。例如食人妖，食人妖一見到陽光，就會化作石頭，太陽是雙聖樹結下最後一顆果子而成。然而雙聖樹被昂哥立安毒害，太陽本身變得不完美。但米爾寇本身的力量有限制，他不斷把力量污染世界，力量減少不能補充。那麼他受到精靈寶鑽、芬國昐和索隆多傷害後不能復完，正是因為這樣。
由於魔苟斯力量減少，眾維拉力量在一亞中超越魔苟斯，所以他在憤怒之戰中必須依靠軍隊，但戰勝他的對手不過是力量較少的邁雅伊昂威。雖然魔苟斯的靈魂被逐出世界，然而他力量和世界緊緊融合，這處罰不能將他永遠隔離。